# Sergiu Klainerman

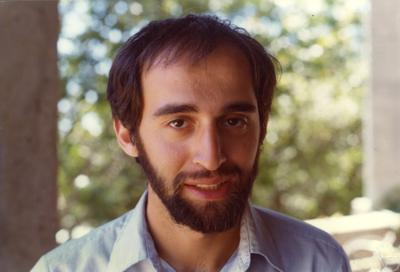
Sergiu Klainerman (1978)

Sergiu Klainerman (* 13. Mai 1950 in Bukarest) ist ein rumänisch-US-amerikanischer Mathematiker, der sich mit Analysis beschäftigt.
Klainerman studierte 1969 bis 1974 an der Universität Bukarest (Diplom 1973) und danach an der New York University, wo er 1978 bei Fritz John und Louis Nirenberg promovierte (Global existence for nonlinear wave equations). Als Post-Doc war er als Miller Fellow an der University of California, Berkeley, und ab 1980 Assistant Professor am Courant Institute of Mathematical Sciences of New York University, wo er 1983 Associate Professor und 1986 Professor wurde. Seit 1987 ist er Professor an der Princeton University, seit 1991 als Fine Professor of Mathematics und seit 2001 als Thomas D. Jones Professor of Mathematical Physics. Er war unter anderem Gastprofessor an der Stanford University, der Universität Paris VI, Pierre et Marie Curie (Blaise Pascal Chair 1997 bis 1999), dem IHES, der École polytechnique und École normale supérieure, am Weizmann-Institut und der Hebrew University in Israel, in Peking, Kyoto, in Rom, der Scuola Normale Superiore in Pisa, der ETH Zürich, dem Isaac Newton Institute der Universität Cambridge, der Universität Heidelberg, der Universität Bonn und am Institute for Advanced Study.
Klainerman befasst sich mit partiellen Differentialgleichungen und mathematischer Physik, wo er unter anderem über die Mathematik Schwarzer Löcher und anderen mathematischen Aspekten in der Allgemeinen Relativitätstheorie arbeitete. Mit Demetrios Christodoulou bewies er 1990 die globale Stabilität des Minkowskiraumes. Mit Igor Rodnianski und Jérémie Szeftel bewies er 2015 die {\displaystyle L^{2}}-Krümmungsvermutung für das Anfangswertproblem der Einstein-Vakuumgleichungen, die er selbst fünfzehn Jahre vorher aufgestellt hatte. 2022 zeigten Klainerman, Elena Giorgi und  Jérémie Szeftel die Stabilität (gegen kleine Störungen) schwach rotierender schwarzer Löcher (Kerr-Lösung). Der Gesamtumfang der Arbeiten, die den Beweis darstellen, beträgt über 2000 Seiten und wurde als wesentlicher Durchbruch gewürdigt.
Im Jahr 1999 erhielt er mit Christodolou den Bôcher Memorial Prize. Er erhielt den Preis für seine Arbeiten über nichtlineare hyperbolische Differentialgleichungen, speziell seine oben erwähnte Arbeit mit Christodolou und seine grundlegenden Arbeiten mit M. Machedon über Wohlgestelltheit (des Cauchy-Problems) und globale Stabilitätsfragen für nichtlineare Wellengleichungen (wie Yang-Mills-Gleichungen, Wave-Maps, Maxwell-Klein-Gordon-Gleichung) und die dafür zentrale von ihnen eingeführte Nullformen-Bedingung. Sie gingen dabei von Raum-Zeit-Abschätzungen vom Strichartz-Typ aus entwickelten diese weiter unter Ausnutzung der Nullformen-Struktur der betrachteten nichtlinearen Wellengleichungen.
Seit 2005 ist er Mitglied der National Academy of Sciences, seit 1996 Mitglied der American Academy of Arts and Sciences und seit 2002 auswärtiges Mitglied der französischen Akademie der Wissenschaften. 1997/98 war er Guggenheim Fellow, 1983 bis 1985 Sloan Research Fellow und 1991 bis 1996 MacArthur Fellow. Er ist Fellow der American Mathematical Society. 1983 war er Invited Speaker auf dem ICM in Warschau (Long time behavior of solutions of nonlinear wave equations). 1993 bis 1999 war er Herausgeber des American Journal of Mathematics.
Zu seinen Doktoranden zählt Gustavo Ponce.

## Schriften
- mit Jean Bourgain, Carlos Kenig: Mathematical aspects of nonlinear dispersive equations, Princeton University Press 2007
- mit Demetrios Christodoulou: The global nonlinear stability of Minkowski space, Princeton Mathematical Series Bd. 41, 1993
- mit Francesco Nicolò: The evolution problem in general relativity, Birkhäuser 2003